# 오픈시프트
오픈시프트(OpenShift)는 컨테이너 기반 소프트웨어의 디플로이 및 관리를 위한 레드햇의 컴퓨터 소프트웨어 제품이다. 구체적으로 말해, 가속화된 애플리케이션 개발을 위해 도커 컨테이너와 데브옵스 도구를 사용하는 쿠버네티스의 지원 배포판이라 할 수 있다.

## 설명
- 오픈시프트 오리진(OpenShift Origin)은 오픈시프트 온라인, 오픈시프트 데디케이티드, 오픈시프트 컨테이너 플랫폼에 사용되는 업스트림 커뮤니티 프로젝트이다. 도커 컨테이너 패키징 코어와 쿠버네티스 컨테이너 클러스터 관리 기능을 기반에 두고 개발된 오리진은 애플리케이션 수명 관리 기능과 데브옵스 도구를 통해 증강된다. 오리진은 오픈 소스 애플리케이션 컨테이너 플랫폼을 제공한다. 오리진 프로젝트의 모든 소스 코드는 깃허브에서 아파치 라이선스 (버전 2.0)을 통해 이용이 가능하다.[4]

- 오픈시프트 온라인(OpenShift Online)은 레드햇의 퍼블릭 클라우드 애플리케이션 개발 및 호스팅 서비스이다. 온라인은 오리진 프로젝트 소스 코드의 버전 2를 제공하였으며, 아파치 라이선스 버전 2.0 하에서 이용이 가능하다.[5] 온라인은 리소스 할당 기어(gear) 하에서 구동되는 미리 빌드된 카트리지를 통해 다양한 언어, 프레임워크 데이터베이스를 지원한다. 개발자들은 오픈시프트 카트리지 API를 통해 다른 언어, 데이터베이스, 구성 요소를 추가할 수 있다.[6] 오픈시프트 3의 선호로 사용이 권장되지 않는다(deprecated).

- 오픈시프트 데디케이티드(OpenShift Dedicated)는 레드햇의 매니지드 프라이빗 클러스터 기능으로, 도커가 제공하는 애플리케이션 컨테이너의 코어를 기반으로 빌드되며 레드햇 엔터프라이즈 리눅스의 토대 위에 쿠버네티스가 제공하는 오케스트레이션 및 관리가 포함되어 있다. 아마존 웹 서비스(AWS)와 구글 클라우드 플랫폼(GCP) 마켓플레이스를 통해 이용이 가능하다.

- 오픈시프트 컨테이너 플랫폼(OpenShift Container Platform, 이전 명칭: 오픈시프트 엔터프라이즈/OpenShift Enterprise)은 레드햇의 사내(on-premises) 프라이빗 PaaS 제품으로, 도커가 제공하는 애플리케이션 컨테이너의 코어를 기반으로 빌드되며 레드햇 엔터프라이즈 리눅스의 토대 위에 쿠버네티스가 제공하는 오케스트레이션 및 관리가 포함되어 있다.

## 같이 보기
- 오픈스택
- 아파치 서비스믹스

## 추가 문헌
- Stefano Picozzi; Mike Hepburn; Noel O'Conner (May 2017). 《DevOps with OpenShift》. O'Reilly Media. ISBN 978-1-4919-7596-1.
- Steve Pousty; Katie Miller (May 2014). 《Getting Started with OpenShift》. O'Reilly Media. ISBN 978-1-4919-0047-5.
- Grant Shipley; Graham Dumpleton (August 2016). 《OpenShift for Developers》. O'Reilly Media. ISBN 978-1-4919-6138-4.